# Woskresenka (obwód doniecki)
Woskresenka (ukr. Воскресенка) – wieś na Ukrainie, w obwodzie donieckim, w rejonie wołnowaskim, w hromadzie Komar. W 2001 liczyła 532 mieszkańców, spośród których 493 wskazało jako ojczysty język ukraiński, 38 rosyjski, a 1 grecki.